# Puente de Frías
El puente de Frías está ubicado en la provincia de Burgos. Cruza el río Ebro, en la carretera de acceso al núcleo. Su construcción se remonta al siglo XIII, predominando el estilo gótico. 

## Descripción histórica
En el siglo XIII se considera una villa castellana. Funcionando como un importante centro mercantil. 
Su importante papel que continuó los siglos XV-XVI se tuvo que intervenir en su fábrica para contrarrestar los efectos negativos producidos por sucesivas crecidas. Por ello hay una gran documentación a todas las intervenciones. La más importante la de 1776.
Tuvo varias reformas en los siglos XIV, XVII, XVIII y XIX, como la construcción de la torre central y la reconstrucción, tras la avenida.
En 2019 el puente sirvió de lugar de rodaje para algunas escenas de la serie El Cid, ambientadas sin embargo en León. Aparece incluido, bajo la denominación «puente fortificado», en el catálogo de bienes protegidos de la Junta de Castilla y León, donde se cita en la documentación del expediente de protección el decreto de protección de los castillos españoles de 1949.

## Descripción técnica
Es de planta curva y tres de sus nueve ojos son de medio punto y el resto apuntados, los centrales de más altura haciendo un perfil alomado. Tiene dos arcos de descarga sobre los tajamares, de planta cuadrada, menos uno que la tiene redonda. Este es de sillería y se encuentra muy reformado. 
El suelo es empedrado. En el centro la torre con la misma forma de los tajamares, triangular por un lado y cuadrada por el otro. Es de doble arco apuntado de paso, de tres alturas y huecos apuntados, matacanes y almeno.